# Batman Family
Batman Family è una serie a fumetti della DC Comics cominciata nel 1975 e terminata nel 1978, in cui vi erano storie in cui i protagonisti erano i personaggi di supporto di Batman. Il termine viene spesso utilizzato per riferirsi all'esteso cast di personaggi dei fumetti associati a Batman.
Batman Family presentò serie proprie di Robin e Batgirl in aggiunta alle ristampe delle storie della Golden Age. In molti numeri di Batman Family furono protagonisti molti personaggi di supporto come Alfred, Vicki Vale, Elongated Man, Man-Bat, Cacciatrice, e Asso il Bat-Segugio.
La DC pubblicò anche le storie di altre "famiglie" concorrenti alla Batman Family. Queste includevano la Superman Family (1974-1982), la Super-Team Family (1975-1978) e la Tarzan Family (1975-1976). Come regola, tutte le Famiglie della DC contenevano molte ristampe, e contenevano più pagine (ad un prezzo più alto) dei fumetti normali (Anni dopo, la Marvel Comics rese omaggio alla DC pubblicando la serie del 2004 Spider-Man Family).

## Storia editoriale
Il numero totale della serie Batman Family fu di 20 numeri pubblicati dal 1975 al 1978.

### Fusione conDetective Comics
Nel 1978, dopo DC Implosion, Batman Family fu fusa con il già in corso Detective Comics, convertendolo in un fumetto gigante da 80 pagine cominciando da Detective n. 481 (dicembre 1978/gennaio 1979). Questo accordo durò 16 numeri fino al novembre 1980, con il n. 496, quando Detective fu riconvertito al suo vecchio prezzo e al suo vecchio numero di pagine - cancellando però così Batman Family per sempre.

### Le serie del 2002
Nel 2002 la DC Comics pubblicò una miniserie di 8 numeri, Batman: Family, scritta da John Francis Moore. I primi sei numeri furono illustrati da Stefano Gaudiano e Rick Hoberg. Steve Lieber rimpiazzò Hoberg nei numeri 7 ed 8.